# Auslandsschulgesetz
Durch das Gesetz über die Förderung deutscher Auslandsschulen (Auslandsschulgesetz) wird erstmals ein gesetzlicher Anspruch auf Förderung für deutsche Auslandsschulen mit durchschnittlich mindestens zwölf Abschlüssen pro Jahr begründet, während die Förderung bisher als freiwillige Zuwendung des Bundes erfolgte. Kleinere deutsche Auslandsschulen und Schulen im Ausland, die das Deutsche Sprachdiplom (DSD) anbieten, können vom Bund gemäß §§ 17, 18 ASchulG nach Maßgabe des Zuwendungsrechts gefördert werden.
Die Förderung setzt sich zusammen aus finanzieller, personeller und freiwilliger Förderung und wird in einem Fördervertrag zwischen Bundesbehörden und Schulträger für die Dauer von drei Jahren festgelegt. Dieses Verfahren führt für die Schulträger zu einer besseren Planungssicherheit bezüglich des Umfangs der Förderung. Zuständig ist die Zentralstelle für das Auslandsschulwesen.